# Comitato Olimpico Nazionale Botswano
Il Comitato Olimpico Nazionale Botswano (noto anche come Botswana National Olympic Committee in inglese) è un'organizzazione sportiva botswana, nata nel 1978 a Gaborone, Botswana.
Rappresenta questa nazione presso il Comitato Olimpico Internazionale (CIO) dal 1980 ed ha lo scopo di curare l'organizzazione ed il potenziamento dello sport in Botswana e, in particolare, la preparazione degli atleti botswani, per consentire loro la partecipazione ai Giochi olimpici. L'organizzazione è, inoltre, membro dell'Associazione dei Comitati Olimpici Nazionali d'Africa.
L'attuale presidente dell'associazione è Negroes Malealea Kgosietsile, mentre la carica di segretario generale è occupata da Moses Moruisi.